# Calligrapha alni
Calligrapha alni es una especie de escarabajo del género Calligrapha, familia Chrysomelidae. Fue descrita científicamente por Schaeffer en 1928.
Esta especie se encuentra en América del Norte.